# Stazione di Torino Zappata
La stazione di Torino Zappata è una stazione ferroviaria sotterranea in costruzione del passante ferroviario cittadino, realizzata al rustico sotto l'area della Clessidra, la zona racchiusa dal quadrivio Zappata, punto in cui si incontrano il passante, la linea del Frejus e lo scalo merci San Paolo, la linea diretta a Torino Lingotto.
Il nome Zappata deriva dalla denominazione di una cascina presente immediatamente a sud della zona, scomparsa nei primi decenni del '900.
Verrà adibita al servizio viaggiatori all'attivazione delle linee metropolitane e sarà sede di interscambio con la linea 2 della metropolitana di Torino.
Il PNRR ha stanziato fondi per la conclusione della stazione pianificando la sua apertura entro il 2025, pena l’esclusione dal finanziamento e il conseguente rimborso. Inoltre il progetto prevederebbe un successivo completamento delle altre stazioni in progetto nell’area metropolitana Torino Dora (sotterranea), San Paolo, Quaglia - Le Gru, Orbassano.

## Interscambi
La stazione sarà servita dalla linea tram urbano 10 dalle linee dei bus urbani presenti nelle vicinanze: 5, 5/, 11, 12, 14, 63, 64, e 66. Inoltre transiteranno alcuni autoservizi interurbani per la città metropolitana. 
In futuro sarà anche possibile un interscambio diretto con la seconda linea della metropolitana torinese.